# Crisantophis nevermanni
Genre
Espèce
Synonymes
- Conophis nevermanni Dunn, 1937

Statut de conservation UICN

 LC  : Préoccupation mineure
Crisantophis nevermanni, unique représentant du genre Crisantophis, est une espèce de serpents de la famille des Dipsadidae.

## Répartition
Cette espèce se rencontre au Guatemala, au Honduras, au Salvador, au Nicaragua et du Costa Rica.

## Étymologie
Cette espèce est nommée en l'honneur de Wilhelm Heinrich Ferdinand Nevermann (1881–1938).

## Publications originales
- Dunn, 1937 : New or Unnamed Snakes from Costa RicaNew or Unnamed Snakes from Costa Rica. Copeia, vol. 1937, no 4, p. 213-215.
- Villa, 1971 : Crisantophis, a new genus for Conophis nevermanni Dunn. Journal of Herpetology, vol. 5, p. 173-177.